# Hannah Baker
Hannah Baker è un personaggio del romanzo 13 e dell'omonima serie televisiva statunitense, nella quale è interpretata da Katherine Langford.

## Nella serie televisiva
All'inizio della serie, apprendiamo che la studentessa diciassettenne Hannah Baker si è suicidata tagliandosi le vene. Il suo armadietto scolastico diventa un memoriale adornato con lettere degli studenti e sue foto. Sulla soglia di casa, Clay Jensen, amico di Hannah, trova una scatola con delle cassette contenenti una registrazione di Hannah che parla delle 13 ragioni del suo suicidio. Clay ascolta il primo nastro, in cui Hannah racconta gli eventi che hanno portato al suo suicidio. Parla del suo primo bacio con Justin Foley, che però in seguito diffonde una falsa voce sul loro incontro. Un amico di Justin, Bryce Walker, inoltra una fotografia privata di Hannah a tutta la scuola, imbarazzandola ulteriormente. Clay ricorda di essere stato scortese con Hannah riguardo alla foto trapelata. Ogni nastro successivo rivela i tredici motivi per cui si è suicidata. Hannah avverte gli ascoltatori di seguire determinate regole: tutti quelli menzionati sui nastri devono ascoltare il set completo e poi passarlo alla persona successiva indirizzata. Se non riescono a farlo, verrà rilasciato il secondo set di nastri, tenuto dal suo amico Tony, che non fa parte dei nastri. Clay, che era segretamente innamorato di Hannah, ricorda i momenti trascorsi con lei. Trova difficile ascoltare la storia di Hannah, ma Tony gli rivela il suo ruolo di far rispettare la volontà di Hannah assicurandosi che i nastri vengano ascoltati;  sa infatti che Clay è menzionato tra di loro. Avverte Clay che le cose andranno male se lui non obbedisce ai nastri.
Sul lato B del primo nastro, Hannah parla della sua amicizia con Jessica Davis e Alex Standall, che in seguito iniziano a frequentarsi e smettono di uscire con Hannah. Quando Alex rompe con Jessica, incolpa Hannah della sua separazione e la schiaffeggia in pubblico. Alex è il soggetto del lato A del secondo nastro. Nel presente, la madre di Hannah, Olivia Baker, trova la lista "bella o no", nella quale Hannah è stata votata come "miglior didietro", portandola a pensare che sua figlia fosse vittima di bullismo. Cerca così l'aiuto del preside della scuola. Clay si rivolge ad Alex per avere risposte e si scopre che Alex aveva fatto la lista per tornare insieme a Jessica, che aveva rifiutato di fare sesso con lui. Quello che Alex non sa, è che la sua lista ha portato Hannah ad essere toccata sessualmente da sconosciuti e ad essere violentata da Bryce.
Mentre Clay continua con i nastri, incontra le altre persone menzionate nelle registrazioni di Hannah. Scopre che tutte le persone dei nastri o hanno approfittato di Hannah o l'hanno abbandonata. Tyler Down, il fotografo della scuola, insegue Hannah e distribuisce una sua foto che raffigura un bacio tra lei e Courtney Crimsen. Impaurita dal pericolo che i suoi compagni di classe possano scoprire la sua sessualità, Courtney diffonde la voce che le ragazze della foto siano Hannah e Laura, un'altra compagna di classe lesbica, affiancando queste voci a quelle di Hannah e Justin. Marcus Cole umilia Hannah in pubblico, e Zach Dempsey ruba le sue note di classe come vendetta per il suo rifiuto.
Hannah si unisce poi ad un club di poesia dove incontra lo studente Ryan Shaver, che pubblica senza permesso il suo poema personale nella sua rivista scolastica "Lost'n Found". Nel presente, Tony si confida a Clay sulla notte della morte di Hannah. Hannah partecipa ad una festa a casa di Jessica; mentre si nasconde nella stanza di Jessica, Hannah osserva Bryce stuprare Jessica, ubriaca e priva di sensi, con la complicità di Justin. Hannah ha paura di parlarne e decide di andarsene. Sheri Holland, il soggetto del nastro successivo, offre a Hannah un passaggio a casa, ma lei la abbandona dopo che Sheri si è rifiutata di segnalare di aver schiantato la sua auto su un cartello di stop. Questo evento in seguito porta alla morte di Jeff Atkins.
Clay ha difficoltà a continuare ad ascoltare le registrazioni di Hannah, pensando di averla delusa. Decide di restituire i nastri a Tony, che però gli dice che lui è il soggetto del nastro successivo. Clay esita ad ascoltare la "sua" cassetta, ma decide di continuare.
Hannah continua a parlare della notte della festa di Jessica. Sperando in un nuovo inizio dell'anno scolastico, vuole confessare i suoi sentimenti a Clay. I due passano la maggior parte del tempo insieme alla festa e si baciano nella stanza di Jessica. Hannah è sopraffatta dai ricordi dei suoi precedenti incontri con i ragazzi della scuola, tra cui Justin, Marcus e Zach. Urla quindi contro Clay e gli chiede di andarsene. Pensando di aver provocato il crollo emotivo di Hannah, Clay la lascia da sola nella stanza. Hannah testimonia lo stupro di Jessica da parte di Bryce. Hannah dice che anche se Clay non merita di essere sul nastro, non avrebbe potuto raccontare la sua storia senza parlare di lui.
Sul lato B del nastro 6, Hannah parla del giorno più difficile della sua vita. Al giorno d'oggi, Olivia trova una lista con tutti i nomi delle persone sui nastri, ma non ne conosce il significato. I Baker decidono di iniziare una causa contro la scuola e tutti quelli della lista vengono citati in giudizio. Dopo aver perso accidentalmente i depositi dei suoi genitori, che erano destinati ad andare in banca, i genitori di Hannah la affrontano con rabbia; più tardi, quella notte, dopo essersi sentita estremamente depressa e un peso per tutti quelli che la circondano, va ad una festa a casa di Bryce. Dopo che le è stato chiesto con pressione ad unirsi alla vasca idromassaggio, Hannah si ritrova purtroppo da sola con Bryce, che la violenta. Dopo essere tornata a casa, Hannah inizia a ricordare come la sua vita è arrivata a questo punto, e dopo aver scritto una lista delle persone che l'hanno ferita, decide che "Nessuno la ferirà di nuovo".
Nel nastro finale, Hannah ricorda il giorno del suo suicidio. Registra 12 nastri, partendo da Justin, e terminando con Bryce. Dopo aver registrato i nastri, Hannah dice di aver sentito qualcosa cambiare, e decide di chiedere aiuto dando un altro tentativo alla sua vita. Visita il consulente scolastico, il signor Porter, chiedendogli il suo aiuto e parlandogli dello stupro. Quando si rifiuta di rivelare l'identità del suo stupratore, il signor Porter le dice di andare avanti. Hannah lascia il suo ufficio, nella speranza che lui la segua, ma ciò non avviene. Hannah lascia la sua uniforme sul bancone del Crestmont prima di consegnare i nastri a Tony, dopodiché torna a casa, pulisce la sua stanza e indossa abiti vecchi, riempie la vasca da bagno e si taglia i polsi con una lama di rasoio. Hannah muore dissanguata e viene ritrovata dai suoi genitori, che tentano di salvarla chiamando l'ambulanza, ma ormai è troppo tardi.

## Sviluppo

### Caratterizzazione
Il romanzo 13 è stato criticato per la sua scarsa caratterizzazione del personaggio di Hannah, mentre la serie televisiva è stata lodata per aver migliorato questo aspetto. Il personaggio è stato ispirato da una parente di Asher, che aveva tentato il suicidio.
Per la maggior parte della storia, Hannah è caratterizzata dalla sua lotta ad adattarsi ad un ambiente scolastico ostile e da questo suo desiderio. La sua salute mentale peggiora quando subisce bullismo, slut-shaming e aggressioni fisiche. Verso la fine della storia, l'incontro di Hannah con il signor Porter segna la sua completa discesa nella depressione.

### Casting
Hannah Baker è stata interpretata da Katherine Langford nella serie televisiva, nel suo primo ruolo importante nel mondo della recitazione. Il regista della serie Tom McCarthy, lo sceneggiatore Brian Yorkey e la produttrice esecutiva Selena Gomez hanno scelto Langford dopo un'audizione su Skype. Yorkey ha definito il processo di casting particolarmente difficile a causa del grande sforzo necessario per mettere in relazione l'attore con le visioni dei lettori del romanzo.

## Accoglienza
Il personaggio ha ricevuto reazioni negative da parte di critici televisivi e analisti della salute mentale, ma è stato ben accolto dai lettori e dal pubblico. Katherine Langford è stata lodata per la sua interpretazione nella serie televisiva e chiamata in vari modi "una rivelazione", "credibile e cruda" e "magnetica".  Per analizzare i sintomi e i problemi di salute mentale che Hannah Baker presenta nella serie, test psicologici sono stati effettuati attraverso la prospettiva del personaggio per definire il suo stato emotivo e mentale. Jesse Schedeen di IGN ha elogiato la sua interpretazione affermando, "Langford brilla nel ruolo principale e incarna allo stesso tempo quell'ottimismo e quella profonda tristezza [di Hannah]". Daniel Feinberg di The Hollywood Reporter ha lodato la performance "dinamica" di Langford e ha scritto: "L'apertura straziante di Langford ti fa sperare per un destino che sai che non è possibile". Matthew Gilbert del The Boston Globe ha elogiato la chimica di Langford e Minnette, dicendo che "guardare insieme questi due giovani attori è un vero piacere". Schedeen di IGN si è trovato d'accordo con quanto dichiarato da Gilbert, dicendo che gli attori protagonisti sono "spesso meglio insieme, incanalando il giusto tipo di chimica calda ma imbarazzante che ti aspetteresti da due adolescenti che non possono ammettere i loro sentimenti l'uno per l'altro".
Notando il realismo del personaggio, Quinn Keaney di Popsugar ha scritto che Hannah "è proprio come te... come qualcuno che conosci, è intelligente, ha un futuro radioso davanti a sé, ha genitori amorevoli, lei vuole solo essere accettata".  Maureen Ryan di Variety ha offerto un'osservazione simile sulla rappresentazione realistica degli adolescenti, scrivendo che "l'oscurità nella vita di Hannah è costantemente intrecciata con la naturale capacità di recupero e l'interrogativo sull'ottimismo dell'adolescenza". Scrivendo per TVLine, Andy Swift l'ha descritta come "una moderna adolescente con un futuro brillante", mentre Sarah Hughes del The Daily Telegraph l'ha definita "intelligente, divertente, bella e talvolta imbarazzante nello stesso modo in cui sono gli adolescenti".
Lauren Hoffman di Cosmopolitan ha affermato che la serie è così "innamorata di questa idea di Hannah come qualcuno che fa cose agli altri non dicendo chi è lei stessa".